# Pokasin
Pokasin is een plaats in de gemeente Gradec in de Kroatische provincie Zagreb. De plaats telt 54 inwoners (2001).